# Obrium bartolozzii
Obrium bartolozzii es una especie de escarabajo longicornio del género Obrium, clasificada en la tribu Obriini, de la subfamilia Cerambycinae. Fue descrita por Adlbauer en 2002.
La especie mide 5-6,5 mm de longitud y el período de actividad en adultos se presenta en mayo y diciembre. Se distribuye por Etiopía, Kenia y Somalia.